# ルース・スタイルス・ガネット
ルース・スタイルス・ガネット（英語: Ruth Stiles Gannett、1923年8月12日 - 2024年6月11日）は、アメリカの児童文学作家。『My Father's Dragon』『Elmer and the Dragon』『The Dragons of Blueland』（日本語題『エルマーのぼうけん』『エルマーとりゅう』『エルマーと16ぴきのりゅう』）の3部作の著者として知られる。

## 経歴
1923年8月、ニューヨーク州ブルックリン区で誕生した。父はジャーナリスト、母はイラストレーターであり、書くことが自然な家庭に育った。ガネット自身も3歳の頃から、当時通っていた保育学校が創作活動を重視していた影響で、物語を考えることを好んでいた。1944年にヴァッサー大学を卒業した後、医学や戦中の兵器の研究所に勤めたが、諸事情で数か月で退職した。
22歳のとき、アルバイトの傍らで、処女作となる『My Father's Dragon』（エルマーのぼうけん）を書き始め、児童文学に詳しい父、挿絵画家の義母（離婚した父の再婚相手）、後に夫となる恋人の画家ピーター・カーンの協力を経て、1948年に『My Father's Dragon』を刊行した。同1948年、当時ニューベリー賞と並んで権威のあったニューヨーク・ヘラルド・トリビューン春の児童図書賞を受賞し、翌1949年にはニューベリー賞優秀作品にも選ばれた。
1951年までに、『Elmer and the Dragon』（『エルマーとりゅう』）、『The Dragons of Blueland』（『エルマーと16ぴきのりゅう』）を著した。『My Father's Dragon』を含むこの計3部作は10か国語に翻訳され、世界的ベストセラーとなった。数々の外国語訳の中でも、日本語訳は最初の外国語訳であり、ガネットにとって印象深いものとなった。
このシリーズ刊行後、職業作家にはならず、執筆活動はほとんど行わなかった。『My Father's Dragon』などを執筆した理由は「子供の頃の物語を作る楽しみを、大人になってまた味わいたくなった」「子供の頃のように自分が楽しむためであり、仕事としてではない」「作家になりたいと思ったことは一度もない」と語っていた。その一方で差別に反対し、ワシントンでの全米黒人地位向上協会の活動や、核軍縮運動にも参加した。
私生活では1947年に、『My Father's Dragon』刊行に協力したピーター・カーンと結婚した。「大人になったら、ずっと『お母さん』をやりたいと思っていた」と語っており、7人の娘の母としての生活を大切にした。2018年までに、孫8人、曾孫1人に恵まれた。2024年6月にアメリカで、満100歳で死去した。

## 著作
- My Father's Dragon（1948年）[13]
- The Wonderful House-boat-train（1949年）[13]
- Elmer and the Dragon (1950年）[13]
- The Dragons of Blueland (1951年）[13]
- Katie and the Sad Noise（1961年）[13]